# Studio Job

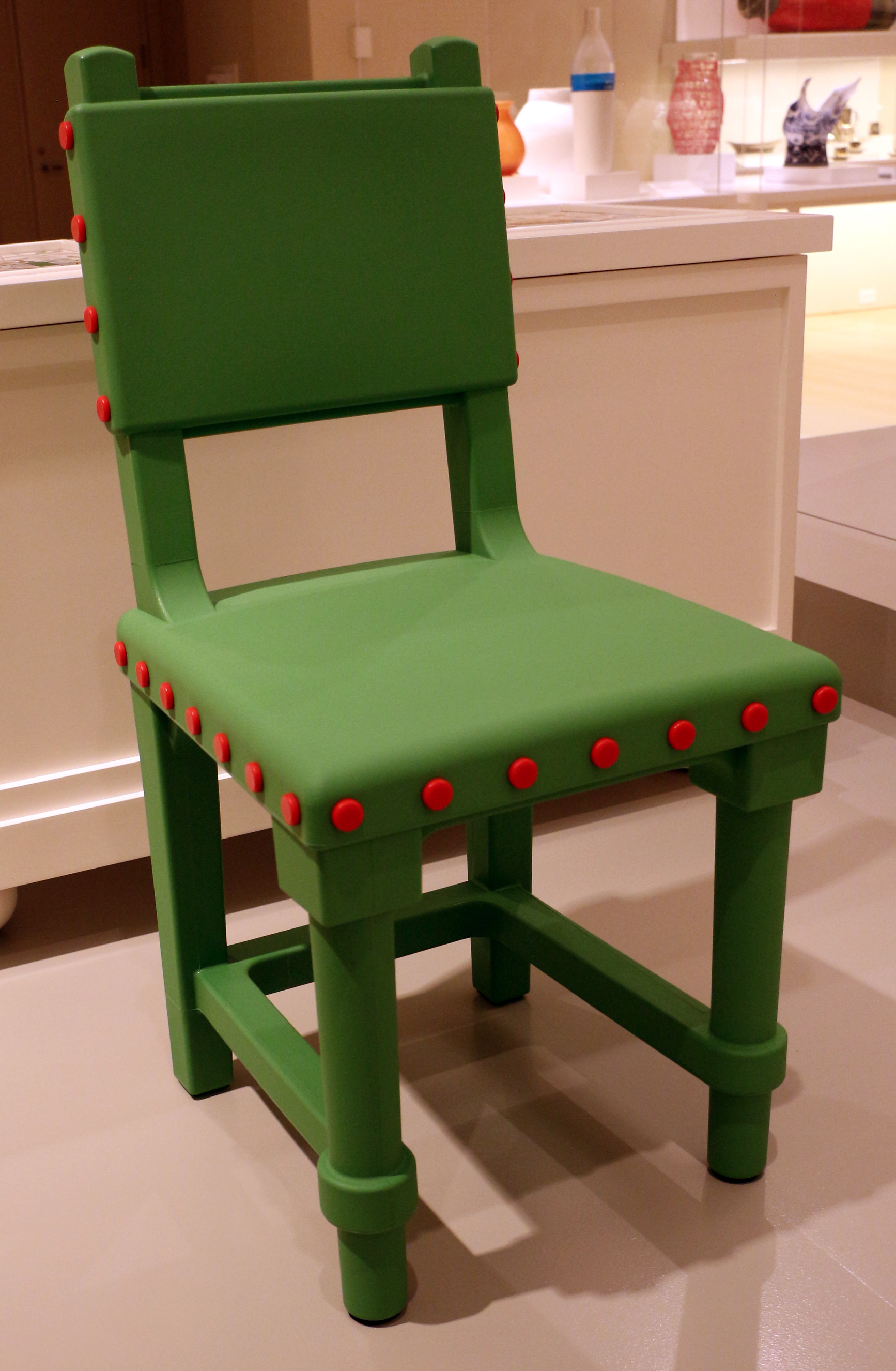
Gothic chair, 2012

Studio Job  ist ein niederländisch-belgisches Designstudio geleitet von Job Smeets und Nynke Tynagel.
Job Smeets (* 1970 in Belgien) studierte 1990 bis 1995 an der Design Academy in Eindhoven dreidimensionales Design. 1998 gründete er das Studio Job in Antwerpen, dem sich 2000 (nach Abschluss ihres Graphikdesign Studiums in Eindhoven) die Niederländerin Nynke Tynagel (* 1977) anschloss. Beide kannten sich seit 1996 aus Eindhoven. Smeets und Tynagel leben auch zusammen.
Sie wurden bekannt durch teilweise monumentale Designs von Möbeln und Inneneinrichtungsgegenständen als Einzelstücke oder in sehr begrenzter Stückzahl. Sie verwenden unterschiedlichste Vorbilder von Cartoons bis zu historischen und heraldischen Motiven, Bauernmöbeln (wie in ihrer Reihe Bavaria) und auch einfach Alltagsgegenstände wie Küchen- und Bauernhofutensilien in Bronze gegossen (wie in ihrer Reihe Farm). Ihr Werk wurde des Öfteren als Neo-Barock und manieristisch umschrieben und nutzt teilweise ironische Verfremdungen. Studio Job erhielt zahlreiche Preise.
Das Werk des Studio Job ist zum Beispiel prominent im Groninger Museum vertreten und wurde z. B. im Museum of Modern Art und Victoria & Albert Museum präsentiert. Sie arbeiteten auch mit Firmen wie D. Swarovski in Österreich und Moooi in den Niederlanden zusammen.